# توکودایجی سانه‌تسونه
توکودایجی سانه‌تسونه ((به ژاپنی: 徳大寺実則 Tokudaiji Sanetsune); ۱ ژانویهٔ ۱۸۴۰ – ۱ ژانویهٔ ۱۹۱۹) سیاستمدار پسر توکودایجی کین‌ایتو اهل ژاپن بود.